# Mabel (nombre)
Mabel:
es un nombre propio femenino que proviene del latín amabilis, amada o amable.

## Personas destacadas
- Mabel de La Palma Criadora internacional de Chow Chow y Pastor garafiano.
- Mabel de Bellême (f. 1079), noble francesa.
- Mabel FitzRobert (c. 1100-1157), noble inglesa.
- Mabel Loomis Todd (1856-1932), escritora estadounidense.
- Mabel Gardiner Hubbard (1857-1923), empresaria estadounidense.
- Mabel Ballin (1885-1958), actriz estadounidense.
- Mabel Taliaferro (1887-1979), actriz estadounidense.
- Mabel Normand (1892-1930), actriz estadounidense.
- Mabel Dove (1905-1984), escritora ghanesa.
- Mabel Condemarín (1931-2004), educadora chilena.
- Mabel King (1932-1999), actriz estadounidense.
- Mabel Manzotti (1938-2012), actriz argentina.
- Mabel Cheung (n. 1950), actriz china.
- Mabel Susana Ieraci (1962), Psicoterapeuta Gestalt, Psicóloga Social, Especialista en Neurociencias, Grupos, Liderazgo, Psicología Positiva, Docente Terapéutica, muy conocida y reconocida por sus Seminarios y Talleres, como su Trabajo Comunitario y Social.
- Mabel de Orange-Nassau (n. 1968), noble neerlandesa.
- Mabel Mosquera (n. 1969), halterófila colombiana.
- Maby Wells (n. 1968), conductora y locutora argentina.
- Mabel Cadena (n. 1990), actriz mexicana.
- Mabel (n. 1996), cantante británica.